# Agata Paneth
Agata Ewa Paneth – polska chemiczka, profesor nauk farmaceutycznych, wykładowca Uniwersytetu Medycznego w Lublinie.

## Życiorys
Ukończyła w 2000 r. chemię na UMCS, a następnie podjęła pracę w Katedrze i Zakładzie Chemii Organicznej AM. Pracę doktorską Reakcje cyklizacji pochodnych tiosemikarbazydowych kwasów heterokarboksylowych obroniła pod kierunkiem prof. Marii Dobosz. Stopień doktora habilitowanego uzyskała na podstawie rozprawy Molekularne podstawy bioaktywności pochodnych tiosemikarbazydu. Od 2020 r. jest prodziekanem Wydziału Farmaceutycznego.

## Działalność naukowa
Badania dotyczą głównie poszukiwania nowych leczniczych substancji syntetycznych. Współautorka ponad 100 prac z listy filadelfijskiej o łącznym IF ponad 300.